# Амр Заки
Амр Ха́ссан За́ки (араб. عمرو حسن زكى‎; 1 апреля 1983, Эль-Мансура, Египет) — египетский футболист, нападающий.

## Карьера

### Клубная
Начал карьеру в родном городе в клубе «Мансура». В 2003 году перешёл в «ЕНППИ», с которым выиграл Кубок Египта 2005 года и титул лучшего бомбардира лиги в сезоне 2004/05. В феврале 2006 года прекрасно сыграл на Кубке Африки, забив решающий гол в полуфинале и один из послематчевых пенальти в финале, помог сборной Египта выиграть этот трофей. После этого ему поступили предложения о переходе из топ-клубов Египта, «Аль-Айна» из ОАЭ и французского «Нанта», но Амр предпочёл перейти в московский «Локомотив» за 2 миллиона долларов. В «Локомотиве» не сыграл ни одного официального матча (лишь 2 раза вышел на поле в турнире дублёров) и уже в августе 2006 года вернулся в Египет. В июле 2008 года английский «Уиган Атлетик» взял Заки в аренду на один сезон. 16 августа дебютировал в Премьер-лиге в игре против «Вест Хэма», в которой забил первый гол за команду, а уже 30 августа в матче с «Халл Сити» сделал первый дубль. 28 сентября, забив свой пятый гол в чемпионате Англии, возглавил список бомбардиров сезона. Впечатляющий старт Заки в турнире позволил президенту «Уигана» Дэйву Уилану сравнить Амра с Аланом Ширером. В октябре 2008 года вместе с ещё четырьмя игроками был номинирован на титул африканского футболиста года. Обладателем титула в итоге стал тоголезец Эммануэль Адебайор. 19 мая 2009 года вернулся в «Замалек».

### В сборной
Дебютировал в сборной в 2004 году. Был одним из основных игроков команды на турнирах Кубка Африки 2006 и 2008 года, на которых сборная Египта одержала победы. В 2008 году стал с 4 голами вторым бомбардиром Кубка Африки и вошёл в символическую сборную турнира.